# Port lotniczy Tchibanga
Port lotniczy Tchibanga (ICAO: FOON, IATA: TCH) – międzynarodowy port lotniczy położony w Tchibanga. Jest to czwarty co do wielkości port lotniczy Gabonu.

## Linie lotnicze i połączenia
| Linia Lotnicza                | Kierunek      |
| ----------------------------- | ------------- |
| Nationale Regionale Transport | 1. Libreville |